# Pass the Dutchie
Pass the Dutchie est un single du groupe britannique de reggae Musical Youth.

## Histoire
Il s'agit d'une reprise de Pass the Koutchie du groupe jamaïcain The Mighty Diamonds, qui traite de l'usage récréatif du cannabis, « koutchie », orthographié alternativement « koetchie » ou « kutchie », signifiant « joint » en argot jamaïcain,. Pour sa reprise par Musical Youth, les références évidentes à la drogue ont été modifiées. Le mot « koutchie » fut ainsi remplacé par « dutchie », dénomination argotique du terme anglais « Dutch oven » désignant une grosse cocotte,. Pass the Dutchie se traduit donc en français par « Passe la cocotte ».

## Dans la culture
- L'archétype du succès d'une chanson d'un groupe d'enfants est celui d'ABC, des Jackson Five en 1970[réf. nécessaire].
- Le morceau The young MC en 2000 par Superfunk utilise l'échantillon « This generation, rules the nation, with version. », l'introduction de Pass the dutchie[4].
- Une adolescente et son petit frère écoutent sur leur chaine-hifi Pass the Dutchie dans une publicité pour la marque Petit Bâteau en 2002[5].
- Dans l'épisode 4 de la saison 23 de South Park en 2020[réf. nécessaire].
- Dans la saison 4 de Stranger Things en 2022, écrite peu après la diffusion de l'épisode de South Park. La série Stranger Things est censée se passer au début des années 1980 quand Pass the Dutchie fut un succès[réf. nécessaire].